# 공립 병원
공립 병원 또는 정부 병원은 정부가 소유하고 정부가 전액 자금을 지원하는 병원으로, 의료 계획에 자금을 지원하기 위해 납세자로부터 징수한 돈으로만 운영된다. 일부 국가에서는 이러한 유형의 병원이 환자에게 무료로 의료 서비스를 제공하고 정부 환급을 통해 비용과 임금을 충당한다.
병원을 소유한 정부의 수준은 지방, 시, 주, 지역 또는 국가일 수 있으며 응급 상황뿐만 아니라 서비스 자격은 비시민권자에게도 제공될 수 있다.